# Karl-Ludwig von Klitzing
Karl-Ludwig von Klitzing, auch Carl Ludwig von Klitzing, (* 1942 in Pommern) ist ein deutscher Arzt in Frankfurt (Oder) und Kommunalpolitiker.

## Familie
Er entstammt dem alten mittelmärkischen Adelsgeschlecht Klitzing, das im Jahr 1265 erstmals urkundlich erwähnt wurde. Sein Cousin ist der Nobelpreisträger Klaus von Klitzing.

## Leben
Als Flüchtling kam Klitzing mit seiner Familie nach Waren/Müritz (Landkreis Waren). Von Klitzing hat sieben Geschwister. Er selbst studierte an der Humboldt-Universität Berlin Medizin und ging nach dem Abschluss für eine kurze Zeit nach Müllrose in die Lungenheilstätte.
Seit 1969 arbeitet er als Oberarzt, Internist und Lungenfacharzt im Klinikum Frankfurt (Oder). Seit 1990 praktiziert er als niedergelassener Arzt.
Am 1. November 1989 hielt er auf dem Frankfurter Brunnenplatz seine Rede „Unser Land“, die noch 15 Jahre später in Frankfurt/Oder als herausragend galt. Er wandte sich darin gegen die Zerstörung des Landes und für die Freiheit der Gedanken. Die Worte seiner Rede vom 1. November 1989 „Wir brauchen eine vollkommene Demokratisierung, Reisefreiheit, Rede- und Pressefreiheit, Chancengleichheit, Perspektiven für jeden einzelnen, ein besseres Bildungssystem. Und wir brauchen wirksame Kontrollen. Die friedliche Demonstration soll kundgeben, dass wir alle hier für die Wende sind, an ihr mitarbeiten, sie mittragen, sie dringend fordern.“ wurden am 3. Oktober 2000 auf sieben Gedenktafeln aus Kunststein mit Buchstaben aus Edelstahl eingelassen, die an der Treppe des Brunnenplatzes in Frankfurt/Oder angebracht wurden. Diese Kunststeintafeln wurden am 16. September 2009 erneuert.
Von Klitzing ist ebenfalls Gründungsmitglied der Partei Neues Forum. Er war Kandidat des Neuen Forums für die Volkskammerwahl 1990. Er war für einige Jahre in der Kommunalpolitik als Fraktionsvorsitzender des Neuen Forums in der Stadtverordnetenversammlung von Frankfurt/Oder aktiv.

## Schriften

### Eigene Werke
- Carcinombehandlung und thromboembolische Komplikationen (Dissertation), 1969
- Atemlos: Erlebnisse eines Brandenburger Mediziners, Verlag für Berlin-Brandenburg, 2014, ISBN 978-3-945256-17-6
- Wer denn sonst? : Nachdenken über uns, Druckerei Chromik, 2017